# Gypona chalcoptera
Gypona chalcoptera är en insektsart som beskrevs av Hermann Burmeister 1839. Gypona chalcoptera ingår i släktet Gypona och familjen dvärgstritar. Inga underarter finns listade i Catalogue of Life.